# What About Livingstone
"What About Livingstone" (?) é uma canção gravada pelo grupo pop sueco ABBA lançada no álbum Waterloo em 1974. A música foi escrita originalmente por Benny Andersson e Björn Ulvaeus.
Inicialmente, o título de trabalho foi "Baby I Won’t Come Back" e as principais vocalistas foram Agnetha e Frida. As gravações começaram em 16 de outubro de 1973.
"What About Livingstone" conta a história do narrador da canção que ouve por acaso um grupo de homens zombando a ideia de homens indo à lua (então atual, com a última ida a lua em 1973), e sua resposta que exploradores do passado, tal como David Livingstone que explorou África Central no século XIX, não era diferente.